# 中村健一 (国土交通技官)
中村 健一（なかむら けんいち）は、日本の国土交通技官。内閣府参事官や、佐賀県交通政策部長、兵庫県理事、国土交通省大臣官房技術参事官、国土交通大学校副校長等を歴任した。

## 人物・経歴
佐賀県出身。1981年東京工業大学（のちの東京科学大学）大学院土木工学専攻修了、建設省入省。国土開発技術研究センター調査第一部参事を経て、1995年建設省九州地方建設局川辺川工事事務所長。2002年国土交通省九州地方整備局筑後川工事事務所長。2005年国土技術政策総合研究所環境研究部環境研究官、内閣府参事官（重点分野担当）（政策統括官（科学技術政策担当）付）。
2007年佐賀県県土づくり本部交通政策部長。2009年国土交通省北陸地方整備局河川部長。2010年兵庫県理事（技術担当）、武庫川流域総合治水推進協議会議委員。2012年国土交通省大臣官房技術参事官（総合政策局担当）。2013年国土交通大学校副校長。2014年国土交通省大臣官房付、即日辞職、豊国工業技術顧問。